# Noah Clarke
Noah Clarke (La Verne, 11 giugno 1979) è un ex hockeista su ghiaccio statunitense, di ruolo attaccante.

## Carriera
A livello giovanile Clarke crebbe presso la formazione NCAA del Colorado College, mentre in precedenza con i Des Moines Buccaneers conquistò il titolo della United States Hockey League. Fu selezionato nel 1999 dai Los Angeles Kings al 9º turno, con la scelta numero 250.
Noah Clarke disputò 20 partite in NHL fra Los Angeles Kings e New Jersey Devils, totalizzando tre gol ed un assist. Inoltre ha giocato anche in AHL con le rispettive formazioni affiliate, i Manchester Monarchs e i Lowell Devils, totalizzando in 314 partite 99 reti e 131 assist.
Il 24 aprile 2008 fu ufficializzato il suo trasferimento all'Hockey Club Ambrì-Piotta, tuttavia dopo sole 28 partite giocate si liberò dal contratto e si trasferì in SM-liiga per concludere la stagione. In vista della stagione 2009-2010 decise di ritornare ancora in Leventina, tuttavia anche in questa occasione dopo 22 gare decise di trasferirsi presso l'HC Slavia Praga.
Il 16 luglio 2010 fu ceduto dai cechi ai tedeschi dell'Augsburger Panther, con i quali giocò per tutta la stagione 2010-2011. L'8 agosto passò all'EHC München, altra formazione della DEL.
Dopo due stagioni trascorse in Germania Clarke nell'estate del 2012 passò alla formazione britannica dei Belfast Giants.

## Palmarès

### Club
- United States Hockey League: 1

Des Moines: 1998-1999

### Individuale
- AHL All-Rookie Team: 1

2003-2004
- AHL All-Star Classic: 1

2004